# Révolte des amiraux

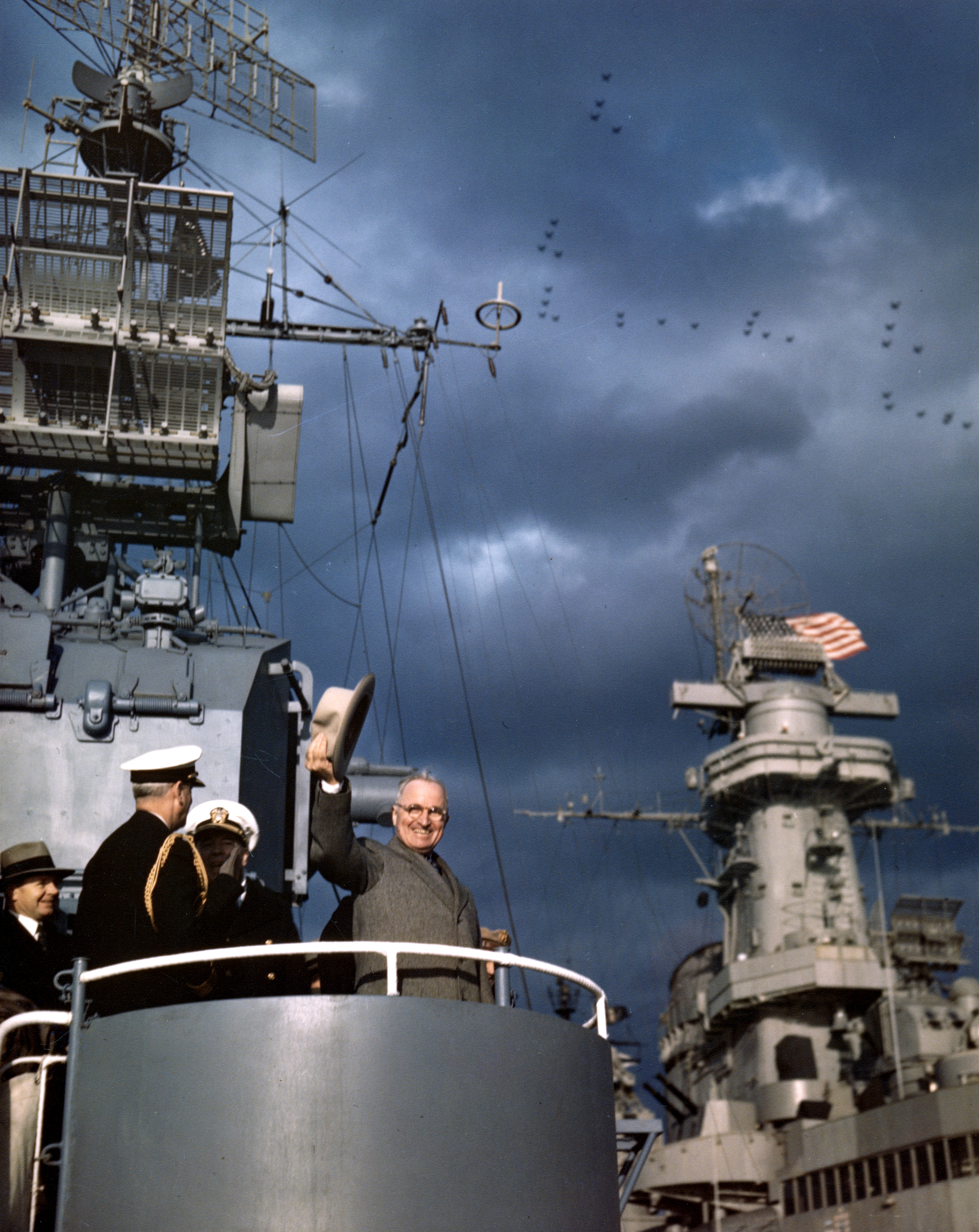
Le président Harry S. Truman et l'amiral de la flotte William D. Leahy 945 sur l' lors de la Navy Day Fleet Review, dans le port de New York.

La « révolte des amiraux » (en anglais « Revolt of the Admirals ») était un conflit de politique et de financement militaire au sein du gouvernement des États-Unis en 1949, pendant la guerre froide, impliquant un certain nombre d'amiraux de la marine américaine, à la retraite ou en service actif. Il s'agissait notamment pour ceux en service, de l'amiral Louis E. Denfeld, chef des opérations navales et du vice-amiral Gerald F. Bogan, ainsi que des amiraux de la flotte Chester Nimitz et William Halsey, officiers supérieurs durant la Seconde Guerre mondiale .
L'épisode se produisit à un moment où le président américain Harry S. Truman et le secrétaire à la Défense Louis A. Johnson cherchaient à réduire les dépenses militaires. Cette politique impliquait de profondes coupes dans la marine, tout en faisant de l'US Air Force et du bombardement nucléaire stratégique le principal moyen de défendre les intérêts américains. La Marine a cherché à se tailler un rôle dans le bombardement stratégique, que l'armée de l'air considérait comme l'une de ses principales missions.
En partie motivé par la rivalité inter-services, le débat est passé de divergences sur la stratégie à la question du contrôle civil sur l'armée. L'annulation de la construction du porte-avions USS United States et les accusations d'irrégularité de Johnson concernant l'achat du bombardier Convair B-36 Peacemaker ont conduit à une enquête de la Commission des forces armées de la Chambre des représentants des États-Unis présidée par Carl Vinson. Alors que le différend a été réglé en faveur de l'administration Truman, le déclenchement de la guerre de Corée en juin 1950 a démontré les lacunes d'une politique de défense reposant principalement sur les armes nucléaires, et nombre des réductions proposées des forces conventionnelles ont finalement été annulées.